# Leontin Toader
Leontin Toader (n. 20 mai 1964, Urziceni) este un fost jucător român de fotbal care a activat pe postul de portar.

### Activitate
- Unirea Urziceni (1978-1983)
- Unirea Slobozia (1983-1984)
- Rapid București (1984-1995)
- Jiul Petroșani (1995-1997)